# Grabówka (Częstochowa)

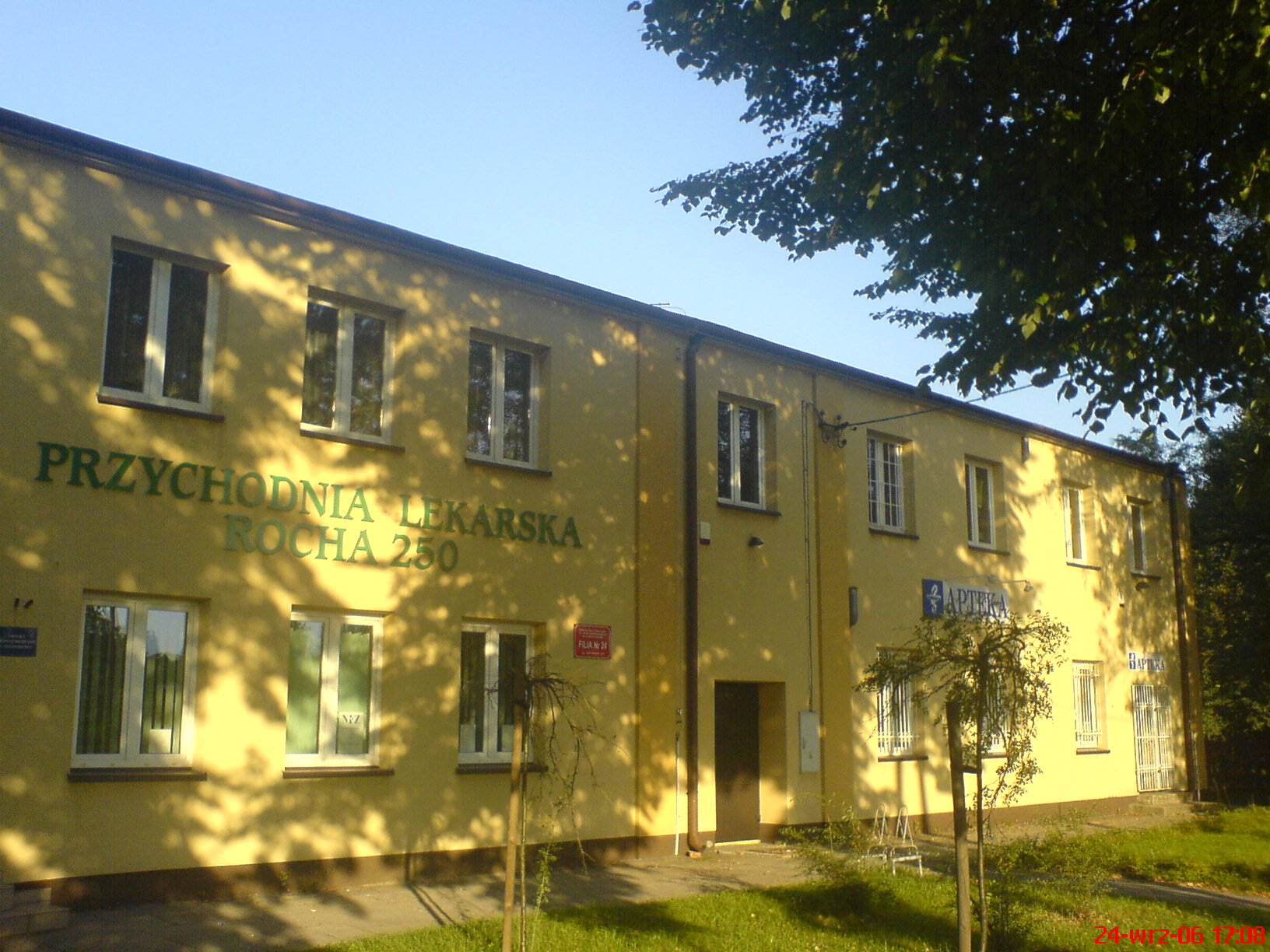
Przychodnia lekarska ul. św Rocha

Grabówka – dzielnica Częstochowy położona w jej północno-zachodniej części przy drodze krajowej nr 43 do Wielunia. Graniczy z dzielnicami Lisiniec, Kiedrzyn, Częstochówka-Parkitka oraz gminami Kłobuck i Wręczyca Wielka. Zajmuje powierzchnię 10,62 km² (6,6% ogólnej powierzchni Częstochowy) i liczy ok. 4 tys. mieszkańców (1,6% populacji Częstochowy); występuje zabudowa jednorodzinna. Gęstość zaludnienia wynosi ok. 380 osób na 1 km². Przez zachodnie peryferie dzielnicy przepływa rzeka Biała. Nazwa dzielnicy pochodzi od niegdyś rosnącego tutaj lasu Grabowego.
Do 1954 roku siedziba gminy Grabówka. W latach 1954–1972 wieś należała i była siedzibą władz gromady Grabówka. 

## Historia
Zanim Grabówka stała się w wyniku procesów urbanizacyjnych dzielnicą Częstochowy była osobną, niewielką miejscowością istniejącą co najmniej od XIV wieku. Od 1385 stanowiła uposażenie klasztoru jasnogórskiego. Zapisana została przez Jana Długosza w powstałej w latach 1470-1480 księdze Liber beneficiorum dioecesis Cracoviensis jako Grabowa. W 1660 wymieniona została w postaci Grabow a od 1787 notowana w obecnej formie. 
Po rozbiorach Polski w 1793 przejęta na własność rządu przez władze pruskie weszła w skład Ekonomii Częstochowskiej i była dzierżawiona prywatnym użytkownikom (ostatni kontrakt w 1858). Od 1815 przeszła pod zabór rosyjski. 
W 1864 stała się siedzibą gminy, ale budynek Urzędu w którym obecnie mieści się przychodnia, zbudowano dopiero w 1904. Gmina Grabówka swoim zasięgiem obejmowała cały obszar dzisiejszej, zachodniej Częstochowy wraz z okolicznymi miejscowościami (m.in. Lisiniec, Kawodrza, Gnaszyn). Miejscowość jako siedzibę gminy wymienia Słownik geograficzny Królestwa Polskiego, który notuje całkowitą liczbę mieszkańców gminy na 6024 osób w tym 5191 katolików, 372 ewangelików oraz 130 izraelitów. Pod względem płci w całej gminie zamieszkiwało 2871 mężczyzn oraz 3153 kobiet. Na terenie gminy istniały także: papiernia, lokalny browar i destylarnia, cegielnia produkująca również kafle piecowe, a także 5 młynów oraz 4 szkoły początkowe.
W 1868 folwark Grabówka wszedł w skład donacji Władimira Aleksandrowicza ks.Czerkaskiego członka Komitetu Urządzającego i dyrektora Komisji Spraw Wewnętrznych i Duchownych Królestwa Polskiego. W 1900 wieś liczyła 56 budynków mieszkalnych i 650 mieszkańców. Folwark donacyjny w Grabówce liczył 19 mieszkańców i 417 morgów ziemi uprawnej.
Pod koniec XIX w. kolonia w gminie Grabówka nosiła nazwę Wydra.
Podczas I wojny światowej cała gmina znajdowała się pod niemiecką okupacją aż do czasu wyzwolenia w listopadzie 1918, gdy weszła w skład odrodzonego państwa Polskiego.

### Okres międzywojenny
W dwudziestoleciu międzywojennym na Grabówce zaprojektowano tzw. Kolonię Urzędniczą mającą stanowić zaplecze mieszkaniowe dla Częstochowy. W 1933 Grabówka liczyła 78 domów i 558 mieszkańców którzy posiadali 520 ha ziemi w tym 445 ha ziemi ornej. W tym czasie Kolonia Grabówka stanowiąca część składową wsi liczyła 25 domów i 103 mieszkańców posiadających 204 ha ziemi w tym ornej- 171 ha. Ziemie byłego folwarku zostały rozparcelowane. W sierpniu 1939, w ramach szerokiego planu budowy umocnień obronnych do spodziewanej wojny z Niemcami, wybudowano na potrzeby 7 Dywizji Piechoty bunkry, z których cztery zachowały się do dziś (jeden przy ulicy Ikara, dwa w pobliżu cmentarza komunalnego i jeden na samym cmentarzu). W czasie okupacji hitlerowskiej Grabówka została administracyjnie zespolona z Częstochową i znalazła się w granicach Generalnego Gubernatorstwa, tuż przy biegnącej na rzece Białce granicy z Rzeszą.

### Okres powojenny
Po wojnie w 1970 Grabówka liczyła 308 budynków i 1542 mieszkańców, z których 71% utrzymywało się ze źródeł pozarolniczych. Mieszkańcy prowadzili 240 gospodarstw rolnych, z których jedynie 116 posiadało powierzchnię większą niż 2 ha. Przeciętna wielkość gospodarstwa rolnego wynosiła 2,6 ha. W tym samym roku do Częstochowy przyłączono część Grabówki – Kolonię (granica biegła na ulicy Krzemiennej), a w 1977 po powstaniu województwa częstochowskiego, pozostałe tereny co przyśpieszyło rozwój nowo powstałej dzielnicy. W 1972 biskup Stanisław Bareła ustanowił tu parafię, a w 1987 oddano do użytku parafianom kościół pw. św. Franciszka z Asyżu.
Obecnie w obrębie dzielnicy istnieją trzy osiedla: Grabówka właściwa, stanowiąca centrum dzielnicy na której znajduje się urząd pocztowy, przychodnia i XIX-wieczna kaplica św. Anny; Kolonia Grabówka oraz Żabiniec z barokową kaplicą św. Marii Magdaleny z XVII wieku.
Wzdłuż okolic zachodniej granicy dzielnicy przebiega jeden z odcinków autostrady A1 łączącej północną część kraju ze Śląskiem.

## Ciekawe obiekty i miejsca
- Kościół pw. św. Franciszka z Asyżu
- Ośrodek Ojców Paulistów z własnym wydawnictwem Święty Paweł oraz studiem nagrań
- Sanktuarium Zgromadzenia Misjonarzy Krwi Chrystusa
- trzy bunkry oraz pozostałości okopów z czasów wojny obronnej 1939
- szkoła podstawowa nr 29, której patronuje  św. Jadwiga
- pochodzący z początku XX wieku budynek przy ulicy św.Rocha w którym znajduje się obecnie przychodnia i urząd pocztowy
- dolina rzeki Białki która posiada naturalny kompleks terenów zielonych z występującymi tam rzadkimi gatunkami ptaków i chronionymi roślinami
- trzeci pod względem wielkości las na obszarze miasta
- Dom Kałużów
- Tor motocrossowy przy ul. św. Rocha

## Komunikacja
Dzielnica ma dobre połączenie komunikacyjne z centrum miasta. Na obszarze Grabówki biorą swój początek 4 linie autobusowe:
- nr 19 Żabiniec – Brzeziny/Poczesna
- nr 26 Grabówka – Mirów/Siedlec
- nr 29 Grabówka – osiedle Północ
- nr 31 Cmentarz Komunalny – Raków PKP

Ponadto przez Grabówkę przejeżdżają linie PKS w kierunku Wielunia, Olesna, Pajęczna i obszarów powiatu Kłobuckiego,linie GTV w kierunku Wręczycy i Przystajni a także prywatnej komunikacji ABX2Bus w kierunku Wielunia.